# Карла Гуджино
Карла Гуджино (на английски: Carla Gugino) е американска актриса.

## Биография
Родена е на 29 август 1971 г. в Сарасота.

## Частична филмография
- „Животът на момчето“ (1993)
- „Маями“ (1995)
- „Войната вкъщи“ (1996)
- „Майкъл“ (1996)
- „Любовен живот“ (1997)
- „Змийски очи“ (1998)
- „Деца шпиони“ (2001)
- „Единственият“ (2001)
- „Деца шпиони 2: Островът на изгубените мечти“ (2002)
- „Пеещият детектив“ (2003)
- „Деца шпиони 3D: Краят на играта“ (2003)
- „Град на греха“ (2005)
- „Нощ в музея“ (2006)
- „Пазачът“ (2007)
- „Кървав лов“ (2007)
- „Американски гангстер“ (2007)
- „Праведно убийство“ (2008)
- „Нероденият“ (2009)
- „Пазителите“ (2009)
- „Планината на вещиците“ (2009)
- „Електра Лукс“ (2010)
- „Безпощадно“ (2010)
- „Sucker Punch: Измислен свят“ (2011)
- „Пингвините на Мистър Попър“ (2011)
- „Новогодишна нощ“ (2011)
- „Хотел Ноар“ (2012)
- „Човек от стомана“ (2013, глас)
- „Сан Андреас“ (2015)
- „Батман срещу Супермен: Зората на справедливостта“ (2016, глас)

Телевизия
- „Шеметен град“ (1996 – 1998)
- „Болница Чикаго Хоуп“ (1999 – 2000)
- „Ченге в пола“ (2003 – 2004)
- „Threshold“ (2005 – 2006)
- „Антураж“ (2007 – 2010)
- „Секс до дупка“ (2010)
- „Уейуърд Пайнс“ (от 2015)